# S.S.D. Città di Brindisi
Società Sportiva Dilettantistica Città di Brindisi là một câu lạc bộ bóng đá Ý đến từ Brindisi, thuộc vùng Apulia ở miền nam nước Ý.

## Lịch sử
Brindisi được thành lập vào năm 1912 với tên F.B. Brindisi 1912 và được thành lập lại vào năm 2011 bởi Miguel Ángel Brindisi với tên hiện tại.

### F.B. Brindisi 1912
Đội đã chơi ở Serie C2 mùa 2003-04. Vào cuối năm, đội đã phá sản và bị đẩy xuống Eccellenza.
Trong mùa giải 2004-05 của Eccellenza Apulia, Brindisi xếp thứ hai, đủ điều kiện cho vòng playoff quốc gia. Đội đã giành chiến thắng hai vòng của mình trong vòng playoffs, do đó giành chiến thắng và thăng hạng lên Serie D.
Trong 4 mùa giải tiếp theo, đội đã chơi ở Serie D. Trong mùa 2008-09, Brindisi giành vị trí thứ nhất tại Girone H, do đó được thăng hạng trực tiếp lên Lega Pro Seconda Divisione.
Vào mùa hè năm 2011, đội đã không kháng cáo việc loại trừ Covisoc.

### S.S.D. Città di Brindisi
Câu lạc bộ được khởi động lại ở Serie D với cái tên mới là Socà Sportiva Dilettantistica Città di Brindisi.

## Màu sắc và huy hiệu
Màu sắc của đội là trắng và xanh.